# オール阪神・巨人
オール阪神・巨人（オールはんしん・きょじん）は、吉本興業（大阪本社）所属のお笑いコンビ。
1975年4月結成。コンビ名は毎日放送の公開バラエティ番組『ヤングおー!おー!』内で桂三枝（現・六代桂文枝）がコンビ名募集を行い、その中から採用されたものである。2025年には50周年を迎えた。
吉本興業を代表するベテラン看板コンビとして名高い。

## メンバー

### オール阪神
オール阪神（オールはんしん、1957年3月7日 - 、68歳）
大阪府泉大津市出身。
私立成器高等学校（現・大阪学芸高等学校）卒業。
本名:高田 昭徳（たかた あきのり）
身長:161cm。体重:70kg。血液型:A型。
ツッコミ担当。立ち位置は向かって右。

#### 来歴・人物（阪神）
1974年頃、オール巨人と時を同じくして素人演芸番組に出演し、好評を博す。巨人とはアマチュア時代から親交がある（詳しくはオール巨人#来歴・人物も参照）。
1975年2月、高校卒業が決まったため、既に巨人が入門していた岡八朗の弟子となる。

#### その他
- 釣り好きで有名。サンテレビで自身の釣り番組『ビッグフィッシング』を持ち、同局の長寿番組の一つとなっている。最終的に知ったかにはなったものの、『バレベルの塔』でも自称釣り賢者として挑戦している。
- タバコ嫌いの巨人とは違い、愛煙家である。逆に下戸であり、酒好きの巨人とは違い、基本的に酒は飲まない。なお、シロップを沢山入れたアイスコーヒーを好むなど、甘党である。
- バツイチであり、前妻が子供を欲しがらなかったが、阪神は子供を欲しがったことなどが原因で離婚した。現在の妻はゲルマニウムチタンブレスレットを扱う「サングリエヨシミ」の社長の高田良美。2007年4月に自叙エッセイ「幸せの舌シチュー」を出版。「サングリエヨシミ」の看板が大阪・北新地に掲げられている。妻がかなり稼いでいるため、大豪邸に住んでおり、頭が上がらないようだが、毎日息子と妻と3人で川の字で寝ていた。ちなみに妻の方が身長が高い。長男の高田隆平も吉本興業に所属し、漫才コンビ「きょうもかもがわ」を組んでいる[6][7]。
- 主なギャグに、肩を触られたら「でい!! （聞かれたら）いかり肩ですねん」胸を触られたら「ポロッポー!! 鳩胸ですねん」背中を触られたら「ニャーｫ!! 猫背ですねん」というものや、名前を聞かれた時に「高田です。タカタッタカタッタカタッタッタ・・・タカターカタカタッタッタの高田です」とウィリアム・テル序曲のメロディーに乗っての自己紹介などがある。他にも得意の物真似としてゼンジー北京やミスハワイなど芸人、酒井とおるや横山たかし、喜味こいしや人生幸朗など故人も含む他の漫才師、浪曲や放送（駅の放送や告別式のスピーチなど）、各種動物（ウッドペッカーなどキャラクターも含む）、楽器やチャイムの音真似など数々の芸の宝庫であり、漫才以外の場面でも頻繁に披露される。基本的に漫才中でしか物真似を行わない巨人とは対照的。
- 本名の苗字から取った「高田百歩」（現在の芸名は「百歩」）と言う弟子がいる（正確には昔に漫才師を目指していた頃の相方の名字が中田だったので「高田百歩」という芸名を名乗ったとされる）。

## 芸風
漫才のスタイルは正統派の「しゃべくり漫才」で、ボケ役とツッコミ役、そしてフリはネタや場面によって入れ替わる。テレビでは一切放映しない劇場限定のネタも有している（後述）。
巨人曰く「400字詰め原稿用紙一枚では1分持たない、一枚半か二枚くらいでやっと1分」という速い喋りが特徴で「ゆっくりした漫才をやったことが無く、詰めて詰めて喋ってるうちに自然と速くなっていった」ということで、「速いということはたくさん喋れるし、そうすると笑いの回数も増えていく」という持論を述べていた一方で「本当のこと言うと、間が空くのが怖いというのもある」と話していたこともある。
かつての上方漫才は作家がネタを書くのが主だったが、阪神・巨人の場合、最初は自分たちだけでネタを作っていた。その後次第に作家にネタを作ってもらうようになったが、これについて巨人は「自分たちで作ったネタの方がわかり易いし、自分でネタが書けないとスタートダッシュは出来ない。ただ自分のネタだけだと引き出しがすぐ無くなってしまうのですごく疲れる。だからネタが枯れる前に人の台本でも出来るように面白い力を付けておくのが大事」と言った持論を述べている。
夢路いとし・喜味こいしの死後は『バラエティー生活笑百科』などで、ネタの途中で彼らの漫才の物真似（巨人＝いとし役、阪神＝こいし役）を行うことも多い。他にも嘗て番組の企画で砂川捨丸・中村春代の物真似を化粧やちょび髭、衣装を揃えて演じ切った。他にも平和ラッパ・日佐丸の日佐丸が「こんなん連れてやってますねん」とボヤき、これを受けてラッパが「苦労しまっせ（または「気ィ使いまっせェー」）」「ハハーッ、さいならー（しゃいならー）」も真似する。
デビュー直後は日々の仕事をこなすことに手一杯であったが、巨人によればある頃より海原かける・めぐるを意識し目標とする(めぐるは2012年現在吉本新喜劇で活躍する池乃めだかである)。また2012年現在は夢路いとし・喜味こいし(共に故人)が目標であるという。彼らは特にキャラの強く無い「無色透明」な二人であるが、喋り出すと抜群におもしろい。喋りひとつで無限のバリエーションを産み出す、究極の話芸であると言う。このため阪神・巨人も、「阪神の背が低く、巨人の背が高い」と言う見た目のキャラクターを利用せずに、あくまで話芸で色を出す漫才師を目指しているという。

## 来歴・人物
前述の通り、互いに岡八朗門下。巨人は1974年7月に、年下である阪神は1975年2月に弟子入りしている。
アマチュア時代に臨時的にコンビを組んだことがあったが、お互いに素人番組の常連であったため持ちネタを熟知しており、『ズッコケ学芸会』の予選会場でたまたまはじめて二人での芸を行ったが、非常に受けた。その時に審査委員長を務めていたテレビ番組『ヤングおー!おー!』プロデューサーの林誠一に南出繁（巨人の本名）と当時高校生だった高田昭徳（阪神の本名）が共に吉本興業に所属することを勧められる。なお当時南出と高田は林家染三に名前を貰い落語家を目指しており、林の提案がなければそのまま落語家になっていた可能性もあったという。なお巨人によれば阪神・巨人は吉本で恐らくはじめて「スカウト」されて入ったコンビであり、島田紳助には「お前らはドラフト一位で入った」などと言われていたという。
高田が高校を卒業した1975年4月に正式にコンビを結成。南出はオール巨人、高田はオール阪神を名乗る。「高田・南出」と言うコンビ名で『ヤングおー!おー!』に出演したのがプロデビューである。その後、「マネマネゴンスケ・マンスケ」（これは桂文枝（当時桂三枝）による命名）を経て、『ヤングおー！おー！』番組中での一般公募により、2020年現在のコンビ名、『オール阪神・巨人』となる。劇場デビューはその後の1975年7月、京都花月となっている。だが当初の3-4ヵ月はスベることが多く、観客からのヤジが多かった。
デビューの同期には1955年度生まれの明石家さんまや島田紳助（以上二人は厳密には同期ではない。）・桂小枝（デビュー当時の芸名は桂枝織）がいる。
上述の経歴、後述の受賞歴にも表れているように、若い頃から正統派芸人としての評価が非常に高かった。
1980年頃から2年ほど続くの漫才ブームでは、オール阪神・巨人はその中心に居たとは言えなかった（ただし、4年間ほどは休みが一日もなく、漫才マシーン1号・2号などと言われることがあるほど多忙ではあった）。彼らの漫才は正統派の漫才であり、漫才ブームで受けていたのはギャグ漫才であったからである。また正統派以外の漫才にもチャレンジしようとしてはみたが、二人とも不器用であり、路線変更は叶わなかった。漫才ブームが去った時には、巨人は少しほっとしたという。
ブームの渦中に居た漫才師たちが東京へ行くので、阪神・巨人はその穴埋めに花月劇場に大いに狩り出された。阪神・巨人も吉本に東京行きを打診するが、「お前らがいなくなったら誰が大阪の舞台に立つんだ」と引き留められ、これは叶わなかった。オール巨人は後年ひょうきん族を含む漫才ブーム時期を「ブームの末席」、「挫折時期だった」と述べている。しかし真ん中にいなかったからこそ解散せず、劇場芸人の意識ができたと述懐している。
なお、吉本興業の林正之助会長から、「二代目エンタツ・アチャコ」を襲名させる話があったが、本人たちが「おそれおおい」と断った。

## エピソード
結成から成人を迎える前に京都花月劇場でトリ（＝最後の演者）を務める実力を持ち、長らくテレビでは決して流さない、劇場専用のネタを持っている。わざわざお金を払って劇場に足を運んでくれたお客さんに（無料である）テレビで見たネタを披露してしまっては、申し訳が無い、と言う持論による。巨人は「テレビではあんまり漫才をやりたくない、活動の場が劇場だけでもええと思ってる」とも話していたことがある。
1980年7月に大麻所持容疑で両者とも事情聴取されたことがあり、NHKなどで報道された。これは営業に行った大阪の某店が大麻のたまり場で、常連の芸能人ら複数が逮捕されたことによる誤認であった。署の取り調べ室で取り調べを受けたが、当初はどっきりかと思いマジックミラーに向かってVサインをしたところ、捜査官に本気で怒られたという。誤認であることがすぐに判明したためそのまま釈放となったが、そのことは報道してくれなかったという。

### コンビ仲について
巨人によれば、デビュー当初、観客に受けなかった時期からしばらくは本当に仲が悪かった。巨人は著書で、これは阪神が作るネタが適当につくったようなもので面白く無かった点や阪神が未成年でありながらも喫煙するなどの素行不良に呆れていたこと、巨人が5歳も年上であったため（当時巨人が23歳、阪神が18歳である）、自分がリードしなければと言う気持ちがあったこと、また巨人が師匠の岡から「漫才のコンビは相方をライバルと思い、こいつに勝とうと思わないといけない」とアドバイスを受けていたため必要以上に阪神にきつくあたった節があることなどが原因として考えられるとしているが、両者ともウケるために必死で長時間のネタ合わせを行っており、阪神などはノイローゼ気味になるほどであったのに、そうまでしているのになかなかウケが取れないため、相手の何でもないところにまで腹が立つようになってきて、大ゲンカを始めるようなことになったという。大抵は先に怒り出すのは巨人の方であったと言い、大ゲンカは月に2回ほどであったと語る。ラジオの生放送中にケンカを始めた事すら何回かあり、舞台に立ってもお互いに目を合わせずに漫才を行っていたという。
その状況下でも解散に至らなかったのは、時折ウケが良いとこれまでのイライラが吹っ飛び、途端にコンビの仲がよくなること、アマチュア時代に二人を引き合わせた人物から、「3年は辞めるな」と言われていたからであるという。
その内に賞を受賞するようにもなっていき、3年経った頃には新たに「7年は頑張ろう」という意識が芽生えてきた。だがデビューから12-13年経った頃には、ついにこれまで一度もなかった、「解散」の言葉を出した大ゲンカがあった。これは阪神の仕事が延びてしまい、劇場への到着が遅れたことによるものであるが、阪神は劇場に連絡を入れていたものの、それが巨人には届いておらず、並み居る師匠方に頭を下げて先に出番をこなして貰い、自分達が「トリ」（寄せや劇場などで最後を飾る芸人。通常、最も実力のある芸人が選ばれる）となったことが原因であり、巨人から解散を切り出したものである。巨人はこの時ばかりはさすがに本気で解散を考えており、今入っている仕事を全部こなしたらそれで解散だ、と思っていたが、そのことを伝えられたマネージャーが「辞められたら困る」と次から次へと仕事が入れてくるので結局、現在まで解散していないと言った次第だという。巨人はこの事件を「夫婦は子がかすがいだが、コンビは仕事がかすがいだ」と語る。
阪神が一度目の離婚を巨人に相談したことをきっかけに、1985年にコンビ結成10周年を迎えた頃には改善がみられており、コンビ結成から15年を経て、阪神が再婚するころ、二人の関係はようやく落ち着いてくる。2012年現在は、コンビ仲は良いと言う。巨人はプライベートの部分が性格も趣味も嗜好もまるで正反対であったがため、その部分についてはお互いがお互いを大切にできたのがよかったのではないかとしている。

### 阪神のだんじり好き
阪神は出身地で行われる泉大津だんじり祭りに子供の頃から参加している。また、2011年11月には泉大津市から名誉大使の委嘱を受けた。

### 阪神の選挙出馬模索・協力
阪神の出身地である泉大津市の市長だった神谷昇が第46回衆議院議員総選挙に自民党公認で大阪府第18区から出馬（後に落選）のため辞職したことに伴う泉大津市長選挙（2013年1月6日告示、1月13日投開票）に阪神が出馬を検討していた。自分が市長になれば市民が市政に興味を持ってくれると考え、立候補に関する書類の収集やポスター用写真の撮影、公約の検討など準備を進めていた。しかし、2012年12月28日に阪神の従兄弟で泉大津市職員（参与兼健康福祉部長）だった伊藤晴彦が出馬を表明。阪神も会見に立ち会い、双方話し合いの末、阪神は出馬を取りやめて応援するなどの選挙協力を表明した。これを受けて、NHK大阪放送局は、2012年12月30日に『漫才祭り2012冬』の放送を予定していたが、この番組に阪神が出演しており、選挙に影響が出かねないとして、選挙終了後まで放送を延期することになった。また、2013年1月4日放送の『春一番!笑売繁盛』（毎日放送）にも出演を予定していたが、選挙への影響を考慮し、出演を取り止めている。同選挙は対立候補に627票の差をつけて伊藤が初当選を果たした。

## 受賞歴

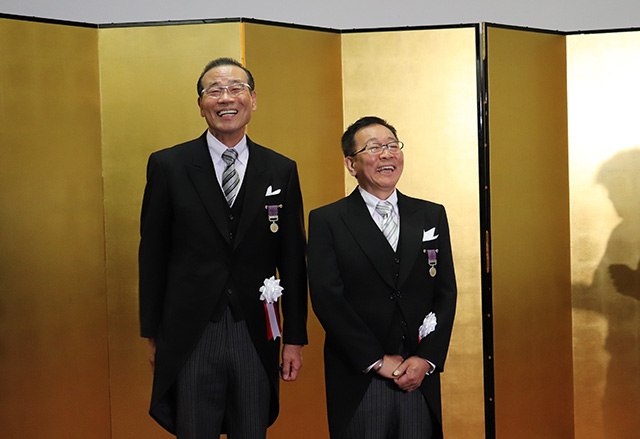
2019年5月30日、紫綬褒章伝達式にて

- 1976年 第6回NHK上方漫才コンテスト 優秀話術賞
- 1976年 第11回上方漫才大賞 新人賞
- 1976年 第5回上方お笑い大賞 銀賞
- 1980年 第9回上方お笑い大賞 金賞
- 1981年 第16回上方漫才大賞 奨励賞
- 1982年 第17回上方漫才大賞 大賞
- 1982年 第2回花王名人大賞 漫才部門・名人賞
- 1983年 第18回上方漫才大賞 大賞
- 1983年 第11回日本放送演芸大賞 奨励賞
- 1983年 第3回花王名人大賞 漫才部門・名人賞
- 1984年 第4回花王名人大賞 名人賞
- 1985年 第20回上方漫才大賞 大賞
- 1985年 第14回上方お笑い大賞 大賞
- 1985年 第5回花王名人大賞 最優秀名人賞
- 1986年 大阪府民劇場 大阪府民劇場奨励賞
- 1986年 第6回花王名人大賞 名人賞
- 1987年 第7回花王名人大賞 花王名人大賞
- 2016年 第66回芸術選奨文部科学大臣賞（大衆芸能部門）[49]
- 2016年 第51回上方漫才大賞 大賞
- 2019年 紫綬褒章　※阪神・巨人ともに受章[2][3]

## 出演歴

### レギュラー番組
- ご同業対抗歌合戦（テレビ大阪）トニー谷と共に司会。※大阪ローカル番組
- オレたちひょうきん族（フジテレビ）
- バラエティー生活笑百科（NHK総合）[50]
- 阪神競馬場リニューアル記念ポスター（JRA日本中央競馬会）
- 笑点（日本テレビ、ゲストとして登場）
- ごきげんさん3時です(MBSラジオ、木曜日担当)
- オール阪神・巨人の直撃!ウィークエンド（ラジオ大阪）

### スペシャル番組
- オールスター感謝祭（TBS）（不定期）

### テレビドラマ
- 三匹が斬る! 第1話「十萬両! ここが名代の浮世風呂」（1987年、テレビ朝日）
- 水戸黄門 第20部 第9話「黄門様の商ん人修行・大坂」（1991年、TBS）定松（阪神）・ 甚兵衛（巨人）
- グッド★コンビネーション 第1話・ゲスト（NHK総合） - 漫才師 役
- 福家警部補の挨拶（フジテレビ） - 特急こだま・ひかり
- 連続テレビ小説（NHK総合）
  - マッサン（2014年） - 澤田清太郎（巨人）・渡芳利（阪神）
  - スカーレット（2019年） - 「さえずり」マスター（阪神）
- 沈まぬ太陽（WOWOW） -（阪神）
- ちかえもん（2016年） ‐　永瀬壱岐守（阪神）・鬼塚新右衛門（巨人）

### 映画
- 花まんま（2025年4月25日） - 三好貞夫（阪神）・山田社長（巨人）[51]

### CM
- ダイヤックス 「グレースメイト・ポピー」
- ダイカン音楽産業
- ダンロップ 「マックスフライ・ロングディスタンス」
- 江崎グリコ「ペロチュー」
- 公共広告機構（現・ACジャパン）「アイバンク」
- 徳島製粉
- 関西電力[52]
- 日本フルハップ

### 阪神のみ
- アニメトピア（ラジオ大阪）
- たかじんONEMAN（毎日放送）
- ラジオよしもと むっちゃ元気!月曜（ラジオ大阪）
- ビッグフィッシング（サンテレビ）
- 行列のできる法律相談所（日本テレビ）
- こんちわコンちゃんお昼ですょ!（MBSラジオ、2014年3月31日から月曜レギュラー）

## 音楽作品
- 巨人ファンここにあり（巨人以外は野球じゃないぜ）／阪神ファンここにあり（俺もお前もタイガース）（1976年発売）

## ビデオ・DVD
- 僕らは浪花の漫才師（アール・アンド・シー、2005年）
- お笑いネットワーク発 漫才の殿堂（ポニーキャニオン、2003年）